# Lenguas tasmanas orientales
Las lenguas tasmanas orientales forman una familia lingüística autóctona de Tasmania postulada en la reconstrucción filogenética de Claire Bowern a partir de listas de vocabulario.

## Lenguas
El análisis filogenético bayesiano de Bowern sugiere que había entre cuatro (p < 0,20) y cinco (p < 0,15) lenguas en Tasmania oriental, contenidas en 26 listas de vocabulario de Tasmania (de las 35 listas conocidas). El análisis de Bowern sugiere que no se puede demostrar que estén relacionados con otras lenguas de Tasmania sobre la base de la evidencia existente. Los idiomas de la familia tasmana oriental son:
- Grupo de Oyster Bay (centro-este de Tasmania) (2)
  - Oyster Bay (tribus de Oyster Bay y Big River)
  - Little Swanport
- Grupo de Bruny (Sudeste de Tasmania) (2-3, tribu Bruny)
  - Sudeste de Tasmania
  - Isla Bruny

Dos de las listas reportadas como de Oyster Bay contienen una mezcla sustancial del noreste (ver Lenguas tasmanas nororientales), que Bowern cree que son responsables de varias clasificaciones que vinculan las lenguas de la costa este. Sin embargo, una vez que se tiene en cuenta esa mezcla, las relaciones filogenéticas aparentes desaparecen.

## Descendientes
La lengua franca de la isla Flinders se basó principalmente en las lenguas tasmanas orientales y nororientales. El pidgin del estrecho de Bass basado principalmente en el inglés continuó con parte del vocabulario de la lingua franca tasmana.
La lengua construida Palawa kani se basa en muchas de las mismas lenguas que la lingua franca.